# Prague 4
Prague 4, officiellement district municipal de Prague (Městská čast Praha 4), est une municipalité de second rang à Prague, en Tchéquie. Le district administratif (správní obvod) du même nom comprend les arrondissements municipaux de Prague 4 et de Kunratice.
Prague 4 est le plus grand quartier de Prague. 